# Prosno (województwo kujawsko-pomorskie)
Prosno (do 1 stycznia 2007 Prosna) – wieś w Polsce położona w województwie kujawsko-pomorskim, w powiecie włocławskim, w gminie Chodecz.
W latach 1975–1998 miejscowość administracyjnie należała do województwa włocławskiego.